# Charnia
Genre
Charnia est le nom donné à un genre éteint d'organisme vivant durant la période de l'Édiacarien, il y a de 579 à 545 millions d'années. Les restes fossiles de ce genre sont en forme de fronde avec des nervures segmentées, ramifiées alternativement à droite et à gauche à partir d'une suture médiane en zigzag. Le nom Charnia a été donné en référence à la forêt de Charnwood, dans le Leicestershire, en Angleterre, où le premier spécimen fossilisé a été trouvé.

## Mode de vie
Certains fossiles de Charnia possèdent une tige pourvue d'un disque à la base, on suppose donc que Charnia vivait accroché sur les fonds marins grâce à ce pied pendant que la partie principale de son corps, en forme de plume, filtrait les microorganimes présents dans l'eau. La « plume » était constituée de branches très serrées qui, selon les spécialistes[Lesquels ?], auraient abrité des algues qui lui auraient donné une couleur verte. Cela lui aurait permis de faire de la photosynthèse et donc avoir plus d'énergie.

## Description
Charnia est composée de deux grandes parties : la tige avec le disque d'ancrage et la « plume » pour filtrer l'eau et faire la photosynthèse. Charnia avait des tailles très variées allant de 15 cm à 2 m.

## Distribution géographique
L'espèce Charnia masoni a d'abord été décrite à partir de fossiles découverts dans la forêt de Charnwood en Angleterre, et par la suite retrouvée dans les collines Ediacara en Australie, en Sibérie et dans la région de la mer Blanche en Russie, et dans des dépôts précambriens à Terre-Neuve au Canada.

## Découverte
Charnia masoni a été porté à la connaissance des scientifiques par Roger Mason, un adolescent de 15 ans qui deviendra plus tard professeur de pétrologie métamorphique. En 1957, Mason et ses amis pratiquaient l'escalade dans la forêt de Charnwood, dans ce qui est maintenant un site fossilifères protégé situé au centre de l'Angleterre. Ils remarquèrent ce fossile inhabituel et Mason pris un frottage du rocher. Il montra le frottage à son père qui connaissait Trevor Ford, un géologue local. Les deux hommes se rendirent sur le site et Ford décrivit la découverte dans le journal de la Yorkshire Geological Society,,.
L'holotype de Charnia masoni est conservé au New Walk Museum à Leicester.

## Place dans l'arbre de la vie

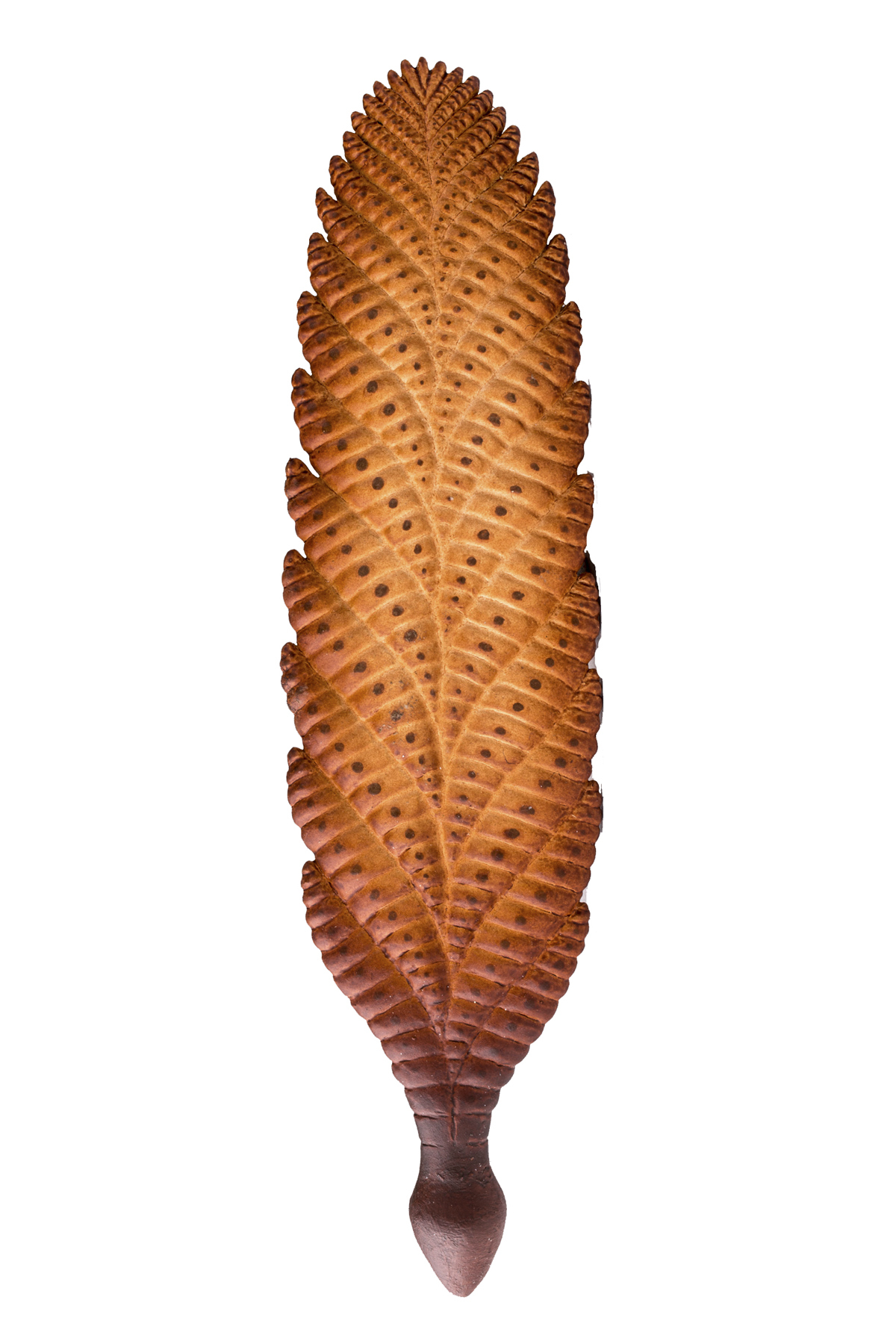
Reconstruction d'un Charnia masoni au musée MUSE à Trente.

Originellement interprété comme une algue (Ford), Charnia a été reclassé comme un Pennatule en 1966 (Glaessner).
Néanmoins, cette interprétation a récemment été remise en question, en particulier parce que les pennatules se développent différemment des charniae. La ressemblance avec les Octocorallia ne serait que superficielle. 
D'après Adolf Seilacher, Charnia serait un groupe éteint qui aurait été limité à l'Édiacarien, et la plupart des formes de vie que l'on a cherché à rattacher à des groupes modernes sont avant tout proches entre elles mais éloignées de tout le reste, et a proposé pour nom de ce groupe les Vendobiontes, un clade dont l'emplacement dans l'arbre de la vie est peu clair, peut-être uni par la construction des organismes comme itération unipolaire d'une même famille de cellules.